# Omphalonotus
Omphalonotus is een geslacht van wantsen uit de familie van de Miridae (Blindwantsen). Het geslacht werd voor het eerst wetenschappelijk beschreven door Odo Reuter in 1876.

## Soorten
Het genus bevat de volgende soorten:

- Omphalonotus anomphalus Reuter, 1899
- Omphalonotus planus Kulik, 1965
- Omphalonotus quadriguttatus (Kirschbaum, 1856)